# Ханс Пфицнер
Ханс Ерих Пфицнер (Москва, 5. мај 1869 — Салцбург, 22. мај 1949) био је немачки композитор, диригент, полемичар и самопроглашени антимодерниста. Његово најпознатије дело је пост-романтичарска опера Палестрина (1917), заснована на животу композитора Ђованија Пјерлуиђија да Палестрине из шеснаестог века.

## Живот
Пфицнер је рођен у Москви где је његов отац свирао виолончело у позоришном оркестру. Породица се вратила у родни град његовог оца Франкфурт 1872. године, када је Пфицнер имао две године. Рано је учио виолину од свог оца, а најраније композиције саставио је у својој 11. години. Прве песме написао је 1884. Од 1886. до 1890. студирао је композицију код Ивана Кнора и клавир код Џејмса Кваста на Конзерваторијуму Хох у Франкфурту. Предавао је клавир и теорију на Конзерваторијуму у Кобленцу од 1892. до 1893. године. Године 1894. постављен је за диригента Државног театра у Мајнцу где је радио неколико месеци. 1908. године је постављен на место директора опере и конзерваторијума у Стразбуру.
Централни догађај у Пфицнеровом животу била је француска анексија царског Алзаса — а са њим и Стразбура — после Првог светског рата. Пфицнер је изгубио средства за живот а његова горчина и песимизам продубили су се смрћу његове жене 1926. и менингитисом који је захватио његовог старијег сина Пола, који је био на институционалној медицинској нези.
Пфицнеров магнум опус била је Палестрина, која је премијерно изведена у Минхену 12. јуна 1917. под диригентском палицом Бруна Валтера. Дан пре него што је умро у фебруару 1962, Волтер је издиктирао своје последње писмо, које је завршио речима: „Упркос свим мрачним искуствима данашњице, још увек сам уверен да ће Палестрина остати. Дело има све елементе бесмртности“.
Можда најславније од Пфицнерових прозних дела је његов памфлет „Опасност од футуриста", написан као одговор на Скицу за нову естетику музике Ферућија Бузонија. „Бузони“, пожалио се Пфицнер, „све своје наде у западњачку музику полаже у будућност и садашњост и прошлост схвата као тежак почетак, као припрему. Али шта ако је другачије? Шта ако се тренутно налазимо на врху, или да смо га већ надвисили?"

## Нацистичко доба
Пфицнер је прво био уважаван од стране важних личности у нацистичкој Немачкој, посебно од Ханса Франка, са којим је био у добрим односима. Али убрзо је пао у немилост код нациста због свог дугогодишњег музицирања и дружења са диригентом јеврејског порекла Бруном Валтером. Навукао је додатни гнев нациста одбијајући да се повинује захтеву режима да обезбеди сценску музику за Шекспиров Сан летње ноћи уместо музике Феликса Менделсона, неприхватљивог за нацисте због јеврејског порекла. Пфицнер је тврдио да је Менделсонов оригинал био далеко бољи од било чега што је он сам могао да понуди као замену.
Већ 1923. године Пфицнер и Хитлер су се срели када их је упознао Антон Дрекслер. Током сусрета, разговором је доминирао Хитлер, али се Пфицнер усудио да му противречи у вези са хомосексуалним и антисемитским мислиоцем Отом Вајнингером, што је довело до тога да је Хитлер напустио састанак бесан. Касније је Хитлер рекао нацистичком теоретичару Алфреду Розенбергу да не жели „да има икакве везе са тим јеврејским рабином“. Пфицнер, несвестан овог коментара, веровао је да има Хитлерове симпатије. Када су нацисти дошли на власт 1933. године, Розенберг је ангажовао Пфицнера, иначе лошег говорника, да те исте године држи предавања за Борбени савез за немачку културу и Пфицнер је прихватио, надајући се да ће му то помоћи да стекне утицајнију позицију.
Врло рано у Хитлеровој владавини, Пфицнер је добио забрану од Ханса Франка (у то време министра правде у Баварској) и Вилхелма Фрика (министар унутрашњих послова у Хитлеровом кабинету) да не путује на Салцбуршки фестивал 1933. да диригује својим виолинским концертом. Пфицнер је успео да добије диригентски уговор са Минхенском опером 1928. године, али је наишао на понижавајући третман главног диригента Ханса Кнаперцбуша и интенданта оперске куће, човека по имену Франкенштајн.
Године 1934. Пфицнер је био приморан да се пензионише са позиције оперског диригента, сценског редитеља и професора академије. Добио је минималну пензију од неколико стотина марака месечно. За митинг нацистичке партије 1934. Пфицнер се надао да ће му бити дозвољено да диригује; али је био одбијен, и тада је сазнао да га Хитлер сматра полу-Јеврејином. Пфицнер се потом осећао да је приморан да докаже да има нејеврејско порекло. До 1939. се потпуно разочаро нацистичким режимом.
Пфицнерови ставови о „ јеврејском питању“ били су и контрадикторни и нелогични. Он је јеврејство посматрао као културну особину, а не као расну. Изјава из 1930., због које је добијао минималну пензију, била је да иако би Јеврејство могло представљати „опасност за немачки духовни живот и немачку културу“, многи Јевреји су учинили много за Немачку и да антисемитизам сам по себи треба осудити. Тиме је показао спремност да направи изузетке од опште политике антисемитизма.
Током своје каријере радио је са музичарима јеврејског порекла. Почетком тридесетих често је пратио чувену оперску певачицу јеврејског порекла контралто Отили Мецгер-Латерман, која је касније убијена у Аушвицу. На рециталима јој је посветио своје четири песме. Посветио је своје песме из опуса 24, критичару и оснивачу јеврејског културног друштва Артуру Елосеру 1909. Ипак, Пфицнер је одржавао блиске контакте са радикалним антисемитима попут музичких критичара Валтера Абендрота и Виктора Јунка.
Пошто је Пфицнеров дом уништен у рату савезничким бомбардовањем, а његово чланство у Минхенској музичкој академији укинуто због говора против нацизма, композитор се 1945. нашао без крова над главом и ментално болестан. Али након рата је денацификован и поново пензионисан, забране наступа су му укинуте и одобрен му је боравак у дому за старе у Салцбургу. Ту је 1949. године и умро. Након дугог занемаривања, Пфицнерова музика је поново почела да се појављује у оперским кућама, концертним салама и студијима за снимање током 1990-их, укључујући контроверзно извођење продукције Палестрине у Ковент Гардену у Линколн центру на Менхетну 1997. године.
Током 1990-их све више и више музиколога, углавном немачких и британских, почело је да испитује Пфицнеров живот и рад. Биограф Ханс Петер Фогел написао је да је Пфицнер био једини композитор нацистичке ере који је покушао да се ухвати у коштац са националсоцијализмом и интелектуално и духовно након 1945. Сабине Буш је 2001. године испитивала идеолошко натезање композиторове везе са националсоцијалистима, делимично на основу раније недоступног материјала. Она је закључила да, иако композитор није био недвосмислени симпатизер нациста нити недвосмислени антисемитски шовиниста, ипак је био у контакту са нацистичким моћницима за које је мислио да ће промовисати његову музику и постао је огорчен тек када су нацисти сматрали да је „мрзовољна музика старог мајстора од мале пропагандне користи“. Најсвеобухватнији извештај на енглеском језику о Пфицнеровим односима са нацистима написао је Мајкл Кејтер.

## Музички стил и пријем
Пфицнерову музику — укључујући дела у свим главним жанровима осим симфонијске песме — поштовали су савременици као што су Густав Малер и Ричард Штраус. Иако Пфицнерова музика одаје вагнеријанске утицаје, а сам Пфицнер је тражио признања од таквих „анти-вагнеријанских“ композитора као што су Макс Брух и Јоханес Брамс.

Пфицнерова дела комбинују романтичне и касноромантичарске елементе са проширеним тематским развојем, атмосферском музичком драмом и интимношћу камерне музике. Музиколог са Универзитета Колумбија Валтер Фриш описао је Пфицнера као „регресивног модернисту“: Он је веома лични изданак класичне/романтичарске традиције, као и конзервативне музичке естетике, док је Пфицнер бранио свој стил у својим списима. Посебно се истичу Пфицнерове бројне и деликатне композиције под утицајем Хуга Волфа, али са својим прилично меланхоличним шармом. Неколико композиција је током 1930-их снимио истакнути баритон Герхард Хуш. Његова прва симфонија — Симфонија у це-молу — доживела је чудну генезу: уопште није била замишљена у оркестарским терминима, већ је била прерада гудачког квартета. Композитор Артур Хонегер пише 1955. године, након што је критиковао превише полифоније и предугачак оркестарски текст у дугом есеју посвећеном Палестрини:
Музички, дело показује врхунски дизајн, који захтева поштовање. Теме су јасно обликоване, што олакшава праћење. . . 
Пфицнеров рад су ценили савременици, укључујући Рихарда Штрауса и Густава Малера, који су Пфицнеров први гудачки квартет (у Д-дуру) из 1902/03. експлицитно описали као ремек дело. Томас Ман је похвалио Палестрину у кратком есеју објављеном у октобру 1917, па је основао Удружења за немачку музику Ханс Пфицнер 1918. Тензије са Маном су се, међутим, развиле и њих двојица су прекинули односе до 1926.
Од средине 1920-их, Пфицнерова музика је све више падала у сенку Рихарда Штрауса. Његова опера Срце из 1932. билла је неуспех, па је од тада Пфицнер постао периферна фигура у музичком животу нацистичке Немачке, а његова музика се изводила ређе него у касним данима Вајмарске републике.

## Ученици Ханса Пфицнера
- Сем Дрезден (1881–1957)
- Туре Рангстрем (1884–1947)
- Ото Клемперер (1885–1973)
- В. Х. Хевлет (1873–1940)
- Хајнрих Јакоби (1889–1964)
- Чеслав Марек (1891–1985)
- Чарлс Минх (1891–1968)
- Феликс Волфс (1892–1971)
- Карл Орф (1895–1982)
- Хајнрих Сутермајстер (1910–1995)